# Acanthogorgia aspera
Acanthogorgia aspera är en korallart som beskrevs av Pourtalès 1867. Acanthogorgia aspera ingår i släktet Acanthogorgia och familjen Acanthogorgiidae. Inga underarter finns listade i Catalogue of Life.